# Arrondissement Coutances
Das Arrondissement Coutances ist eine französische Verwaltungseinheit im Département Manche innerhalb der Region Normandie. Verwaltungssitz (Unterpräfektur) ist Coutances.

## Wahlkreise
Im Arrondissement gibt es fünf Wahlkreise (Kantone):
- Kanton Agon-Coutainville
- Kanton Carentan-les-Marais (mit 2 von 21 Gemeinden)
- Kanton Coutances
- Kanton Créances (mit 18 von 19 Gemeinden)
- Kanton Quettreville-sur-Sienne

## Gemeinden
Die Gemeinden des Arrondissements Coutances sind:
| 1. Agon-Coutainville (50003)          | 2. Appeville (50016)                    | 3. Auxais (50024)                       | 4. La Baleine (50028)                |
| 5. Baupte (50036)                     | 6. Belval (50044)                       | 7. Blainville-sur-Mer (50058)           | 8. Brainville (50072)                |
| 9. Bretteville-sur-Ay (50078)         | 10. Bricqueville-la-Blouette (50084)    | 11. Cambernon (50092)                   | 12. Cametours (50093)                |
| 13. Camprond (50094)                  | 14. Cerisy-la-Salle (50111)             | 15. Courcy (50145)                      | 16. Coutances (50147)                |
| 17. Créances (50151)                  | 18. Doville (50166)                     | 19. Feugères (50181)                    | 20. La Feuillie (50182)              |
| 21. Gavray-sur-Sienne (50197)         | 22. Geffosses (50198)                   | 23. Gonfreville (50208)                 | 24. Gorges (50210)                   |
| 25. Gouville-sur-Mer (50215)          | 26. Gratot (50219)                      | 27. Grimesnil (50221)                   | 28. Hambye (50228)                   |
| 29. Hauteville-la-Guichard (50232)    | 30. Hauteville-sur-Mer (50231)          | 31. La Haye (50236)                     | 32. Heugueville-sur-Sienne (50243)   |
| 33. Laulne (50265)                    | 34. Lengronne (50266)                   | 35. Lessay (50267)                      | 36. Marchésieux (50289)              |
| 37. Le Mesnil-Garnier (50311)         | 38. Le Mesnil-Villeman (50326)          | 39. Millières (50328)                   | 40. Montaigu-les-Bois (50336)        |
| 41. Montcuit (50340)                  | 42. Monthuchon (50345)                  | 43. Montmartin-sur-Mer (50349)          | 44. Montpinchon (50350)              |
| 45. Montsenelle (50273)               | 46. Muneville-le-Bingard (50364)        | 47. Nay (50368)                         | 48. Neufmesnil (50372)               |
| 49. Nicorps (50376)                   | 50. Notre-Dame-de-Cenilly (50378)       | 51. Orval sur Sienne (50388)            | 52. Ouville (50389)                  |
| 53. Périers (50394)                   | 54. Pirou (50403)                       | 55. Le Plessis-Lastelle (50405)         | 56. Quettreville-sur-Sienne (50419)  |
| 57. Raids (50422)                     | 58. Regnéville-sur-Mer (50429)          | 59. Roncey (50437)                      | 60. Saint-Denis-le-Gast (50463)      |
| 61. Saint-Denis-le-Vêtu (50464)       | 62. Saint-Germain-sur-Ay (50481)        | 63. Saint-Germain-sur-Sèves (50482)     | 64. Saint-Malo-de-la-Lande (50506)   |
| 65. Saint-Martin-d’Aubigny (50510)    | 66. Saint-Martin-de-Cenilly (50513)     | 67. Saint-Nicolas-de-Pierrepont (50528) | 68. Saint-Patrice-de-Claids (50533)  |
| 69. Saint-Pierre-de-Coutances (50537) | 70. Saint-Sauveur-de-Pierrepont (50548) | 71. Saint-Sauveur-Villages (50550)      | 72. Saint-Sébastien-de-Raids (50552) |
| 73. Saussey (50568)                   | 74. Savigny (50569)                     | 75. Tourneville-sur-Mer (50272)         | 76. Tourville-sur-Sienne (50603)     |
| 77. Varenguebec (50617)               | 78. La Vendelée (50624)                 | 79. Ver (50626)                         | 80. Vesly (50629)                    |

## Neuordnung der Arrondissements 2017

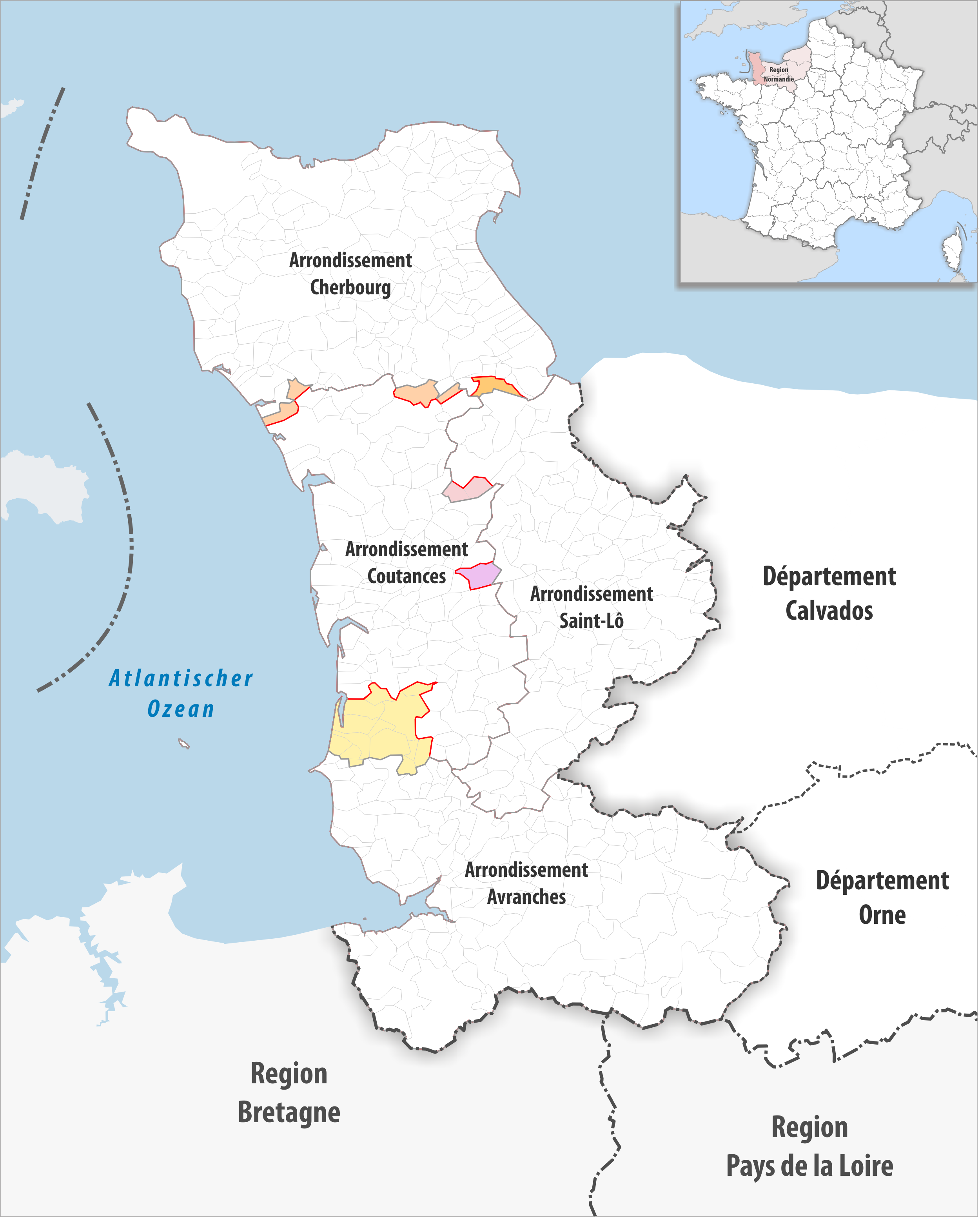
Arrondissementsanpassungen im Jahr 2017

Durch die Neuordnung der Arrondissements im Jahr 2017 wurde aus dem Arrondissement Coutances die Fläche der 14 Gemeinden Anctoville-sur-Boscq, Bréhal, Bréville-sur-Mer, Bricqueville-sur-Mer, Cérences, Chanteloup, Coudeville-sur-Mer, Hudimesnil, Longueville, Le Loreur, Le Mesnil-Aubert, La Meurdraquière, Muneville-sur-Mer und Saint-Sauveur-la-Pommeraye dem Arrondissement Avranches zugewiesen, die Fläche der 2 Gemeinden Canville-la-Rocque und Denneville sowie die Fläche der drei ehemaligen Gemeinden Cretteville, Houtteville und Vindefontaine dem Arrondissement Cherbourg zugewiesen und die Fläche der Gemeinde Le Lorey dem Arrondissement Saint-Lô zugewiesen. Dafür wechselte die Fläche der zwei Gemeinden Auxais und Raids vom Arrondissement Saint-Lô zum Arrondissement Coutances.

## Ehemalige Gemeinden
bis 2022:
Annoville, Lingreville
bis 2018:
Ancteville, Anneville-sur-Mer, Contrières, Gavray, Guéhébert, Hérenguerville, La Ronde-Haye, Le Mesnil-Amand, Le Mesnilbus, Le Mesnil-Rogues, Montsurvent, Saint-Aubin-du-Perron, Saint-Michel-de-la-Pierre, Saint-Sauveur-Lendelin, Servigny, Sourdeval-les-Bois, Trelly, Vaudrimesnil
bis 2015:
Baudreville, Boisroger, Bolleville, Coigny, Cretteville, Glatigny, La Haye-du-Puits, Houtteville, Hyenville, Lithaire, Mobecq, Montchaton, Montgardon, Orval, Prétot-Sainte-Suzanne, Saint-Jores, Saint-Rémy-des-Landes, Saint-Symphorien-le-Valois, Surville, Vindefontaine